# Killer Queen (drag queen)
Killer Queen, nom artístic d'Iván Solar Gil, és una drag queen, cantant i activista pels drets LGBT espanyola que va assolir la fama arran de la seva participació en la primera temporada de Drag Race España, acabant com a finalista.

## Biografia
Iván Solar Gil va néixer el 2 de febrer del 1989 a Madrid, Espanya. Des de petit va estar molt involucrat en la parròquia del seu barri, on va arribar a exercir de catequista fins a la seva expulsió. És metge especialista en Medicina de Família i Comunitària i treballa com a metge d'urgències en la Comunitat de Madrid.

### Carrera artística
El 2019 Killer Queen va llançar els senzills «No eres como yo» i «Karma» amb la també concursant de Drag Race España Ariel Rec. A l'any següent va representar Espanya com a participant en el concurs d'art drag Latin Drag Race.
El 2021 va ser anunciada com a concursant de la primera edició de Drag Race España, estrenada al maig de 2021. Killer va obtenir la seva única victòria en el programa en el quart episodi de la temporada, i va ser nominada dos cops per a ser eliminada, una en l'episodi posterior de la seva victòria, per la qual cosa va haver de competir en un lip sync de la cançó «Espectacular» de Fangoria contra el seu company Hugáceo Crujiente, que va suposar l'eliminació d'aquest. Finalment, Killer va arribar a la final de la temporada, competint una vegada més en un lip sync de «La gata bajo la lluvia» de Rocío Dúrcal contra Sagittaria i Carmen Farala per fer-se amb la corona i el premi final. Finalment va quedar com a finalista en el programa.
Posteriorment, el 26 d'octubre d'aquest mateix any va aparèixer en el videoclip del tema «My Pussy Is Like a Peach» de Choriza May al costat d'artistes drags nacionals i internacionals com Kika Lorace i The Macarena.

### Activisme
Killer Queen ha reivindicat que «el drag és política». També ha denunciat que moltes altres drag queens han rebut ofertes de treball a canvi de no posicionar-se políticament.
El 2021 l'Associació Trans d'Andalusia-Sylvia Rivera (LLIGA) li va atorgar un Premi T per la seva visibilitat mediàtica i el seu compromís amb les persones LGTBI.
El juliol de 2022, amb motiu de l'Orgull LGBT va ser convidada pel Grup Parlamentari Socialista a una taula rodona sobre mitjans de comunicació durant unes Jornades LGTBI celebrades a la sala Ernest Lluch del Congrés dels Diputats.